# La fida ninfa
La fida ninfa (en français, La Nymphe fidèle) est un opéra en trois actes d'Antonio Vivaldi avec un livret du marquis Francesco Scipione Maffei.
La première représentation eut lieu le 6 janvier 1732 au Teatro Filarmonico de Vérone, inauguré à cette occasion.
Le numéro du Catalogue Ryom de cette œuvre est le RV 714.

## Historique
Après un long chantier d'une douzaine d'années, le nouveau Theatro Filarmonico fut prêt pour l'inauguration en 1730 avec la représentation de La fida ninfa dans une version mise en musique par Orlandini. Mais la cérémonie fut interdite par le pouvoir vénitien et l'inauguration finalement repoussée de deux ans.
Entre-temps, les membres de l'Académie Philharmonique de Vérone passèrent commande d'une nouvelle version de La fida ninfa à Vivaldi qui travailla sur ce texte écrit trente ans auparavant par le marquis Maffei. Ce dernier dépensa lui-même des sommes importantes pour monter l'opéra et organiser les festivités de l'inauguration.
L'œuvre de Vivaldi rencontra le succès et grâce aux liens tissés à cette occasion, l'Académie de Vérone confia au compositeur la fonction d'impresario du théâtre en 1735. Vivaldi y créa trois autres opéras : L'Adelaide, Il Tamerlano (Bajazet) et Catone in Utica.
Dans les années 1960, La fida ninfa fut le tout premier opéra de Vivaldi à bénéficier d'un enregistrement discographique.

## Enregistrements
- Sandrine Piau, soprano (Licori), Veronica Cangemi, soprano (Morasto), Marie-Nicole Lemieux, contralto (Elpina), Lorenzo Regazzo, basse (Oralto), Philippe Jaroussky, contre-tenor (Osmino), Topi Lehtipuu, tenor (Narete), Sara Mingardo, contralto (Giunone), Christian Senn, baryton-basse (Eolo)  - Ensemble Matheus dirigé par Jean-Christophe Spinosi (2008, Naïve OP30410)